# Asier García Pereiro
Asier García, né le 11 juin 1981 à Bilbao, est un joueur espagnol de basket-ball en fauteuil roulant classé en 4 point player (en). 
Il est membre de l'équipe d'Espagne de basket-ball en fauteuil roulant, avec laquelle il a participé aux Jeux paralympiques d'été de 2012 et 2016. Il est médaillé de bronze à l'Euro 2013 et d'argent aux Jeux paralympiques de Rio.